# Francesc Torres
Francesc Torres Torres, también conocido como Xicu Torres, (Ibiza, 1962) es un ingeniero de Telecomunicaciones, antiguo rector de la Universidad Politécnica de Cataluña (UPC) desde diciembre de 2017 hasta 2021; en 2025 fue reelegido rector de la UPC para un nuevo mandato de cinco años.

## Biografía
Titulado en ingeniería de Telecomunicaciones el 1988 por la Escuela Técnica Superior de Ingeniería de Telecomunicación de Barcelona. El mismo año se incorporó al equipo de la Agencia Europea del Espacio (ESA). Un año más tarde volvió a la UPC, donde empezó a dar clases y a hacer investigación y donde se doctoró el 1992. Está especializado en el ámbito de las radiocomunicaciones, los circuitos de alta frecuencia y la observación de la tierra. Dentro de la universidad ha tenido varios cargos de coordinación. Entre el 2005 y 2006 disfrutó de un año sabático trabajando para la NASA, asesorando el proyecto GeoSTAR y ha trabajado como asesor científico desde el grupo de teledetección RSLab, especializándose en el desarrollo y posterior seguimiento del sensor SMOS, de la ESA, lanzado el 2009, temática sobre la cual ha publicado más de 200 publicaciones científicas. El 2010 fue nombrado catedrático en la misma universidad. Actualmente es miembro de la Unidad de Excelencia María de Maeztu 2017-2020 CommSensLab de la UPC.
El 2017 fue nombrado rector de la UPC después de ganar las elecciones celebradas el noviembre del mismo año, con un 50,23 % de los votos ponderados (1.854)

## Premios y reconocimientos
- 1997 - Premio a la Mejora de la Calidad docente del Consejo Social de la UPC, por el Laboratorio de Radiación y Ondas Guiadas (ETSETB).

Como miembro del equipo de investigación de teledetección de la UPC RSLab
- 2000 - Premio Duran Farell del Consejo Social
- 2001 - Premio Ciutat de Barcelona
- 2004 - Premio Salva y Campillo de la Asociación de Ingenieros de Telecomunicación
- 2011 - Premio Cristòfol Juandó de la Aeronáutica (Ayuntamiento de Barcelona, Fiesta del Cielo, 2011).